# 中山周三
中山 周三（なかやま しゅうぞう、1916年（大正5年）8月13日 - 1999年（平成11年）9月22日）は、日本の歌人、国文学者。北海道出身。

## 人物・来歴
札幌一中を経て、國學院大學高等師範に入学後、北原白秋『桐の花』や、釈迢空の歌との出会いで作歌を始める。卒業後、1936年（昭和11年）に「歌と観照」に入会し、岡山巌に師事する。札幌商業学校に就職し結婚。12月に応召を受けて満州に渡るが、1941年（昭和16年）に帰国して、札幌商業学校に復職。その後、母校札幌一中や、札幌東高校で教職に就く。1946年（昭和21年）「原始林」創刊に参加し、後に山下秀之助に師事して共同で作歌を始めた。
1953年（昭和28年）からは田辺杜詩花没後の後継として同誌編集発行の代表となる。北海タイムスや十勝毎日新聞歌壇選者につづき、1958年（昭和33年）から東京に転出した山下の後継で北海道新聞歌壇選者ともなった。1987年（昭和62年）まで藤女子大学教授を務め、北海道歌人会の創立にも携わった。1988年（昭和63年）北海道文化賞受賞。
渡辺淳一は札幌一中時代の教え子であり、その短歌を「原始林」に掲載して渡辺が文学への関心を抱くきっかけを作るなど、文学の師の一人。「原始林」に連載した「札幌歌壇史資料ノオト」「北海道歌書採録」「北海道歌壇史ノオト」は北海道文学史、歌壇史研究上看過することのできない業績と評される。

## 著書
- 『天際 歌集』(原始林叢書 短歌雑誌社, 1952
- 『陸橋 歌集』(原始林叢書 柏葉書院, 1970
- 『風鐸 中山周三歌集』(現代短歌全集 短歌新聞社, 1988.6
- 『北街』短歌新聞社, 2000.6
- 『寒暖』短歌新聞社, 2000.6
- 『送迎』短歌新聞社, 2000.6

編纂
- 『山下秀之助全歌集』編. 柏葉書院, 1975